# Marcos Aurélio
Marcos Aurélio (Cuiabá, 10 februari 1984) is een Braziliaans voetballer die bij voorkeur als vleugelspeler speelt. Hij speelt voor Coritiba.	

## Referentie
- Profiel van Marcos Aurelio's op coritiba.com.br (gearchiveerd)